# دشمن (فیلم ۲۰۰۴)
دشمن (به تامیلی: Aethirree) و (به انگلیسی: Whacking) فیلمی هندی محصول سال ۲۰۰۴ و به کارگردانی کی. اس. راویکومار است. در این فیلم بازیگرانی همچون رانگاناتان مدهوان، سدها، کانیکا، رحمان و ویویک ایفای نقش کرده‌اند.